# Klusiny
Klusiny – osada w Polsce położona w województwie łódzkim, w powiecie wieluńskim, w gminie Wieluń, w sołectwie Sieniec. 
W latach 1975–1998 miejscowość administracyjnie należała do województwa sieradzkiego.
Na terenie Klusin powstaje jeden z trzech bezkolizyjnych węzłów w ciągu obwodnicy północnej Wielunia.